# جون سوليفان (كاتب)
جون سوليفان (بالإنجليزية: John Sullivan)‏ هو كاتب سيناريو وملحن بريطاني، ولد في 23 ديسمبر 1946 في بلهام، لندن في المملكة المتحدة، وتوفي في 23 أبريل 2011 في سري في المملكة المتحدة بسبب ذات الرئة.

## وصلات خارجية
- جون سوليفان على موقع IMDb (الإنجليزية)
- جون سوليفان على موقع ميوزك برينز (الإنجليزية)
- جون سوليفان على موقع قاعدة بيانات الفيلم (الإنجليزية)
- جون سوليفان على موقع كينوبويسك (الروسية)